# George de Hevesy
György de Hevesy (tiếng Đức: Georg Karl von Hevesy) (1 tháng 8 năm 1885- 5 tháng 7 năm 1966) là nhà hóa học người Hungary. Ông nhận giải Nobel Hóa học năm 1943 do đóng vai trò quan trọng trong việc phát triển chất đánh dấu phóng xạ để nghiên cứu các quá trình quá trình hóa học, đặc biệt là trao đổi chất ở động vật. Ông cũng đồng khám phá ra nguyên tố hafnium.

## Tuổi trẻ
Hevesy György sinh ra tại Budapest, Hungary trong một gia đình Hungary gốc Do Thái giàu có, theo Công giáo và được phong quý tộc, con thứ năm của trong gia đình có tám con, cha là Lajos Bischitz và mẹ là Nữ bá tước Eugenia Schossberger de Tornya. Hai bên nội ngoại gia đình ông đều có người từng làm lãnh tụ của cộng đồng Do Thái ở Pest.
Hevesy học trung học ở trường Piarista Gimnázium và tốt nghiệp năm 1903.
Hevesy bắt đầu nghiên cứu hóa học tại Đại học Budapest trong một năm, tại Đại học Kỹ thuật Berlin vài tháng, cuối cùng ông chuyển sang Đại học Albert Ludwigs Freiburg.
Năm 1906 ông bắt đầu làm luật án tiến sĩ dưới sự hướng dẫn của Georg Franz Julius Meyer.
Năm 1908, ông nhận bằng tiến sĩ vật lý. Cũng trong năm này ông nhận một vị trí tại ETH Zürich.

## Nghiên cứu
Năm 1922 Hevesy đồng phát minh ra hafnium (72Hf) (tiếng Latinh từ Hafnia chỉ "Copenhagen", quê hương của Niels Bohr), cùng với Dirk Coster. Bảng tuần hoàn các nguyên tố hóa học của Mendeleev năm 1869 đặt các nguyên tố hóa học vào một hệ thống logic, tuy nhiên một nguyên tố với 72 proton bị khuyết. Dựa trên mô hình nguyên tử của Bohr, Hevesy đi đến kết luận rằng phải có một nguyên tố hóa học ở vị trí đó. Bảo tàng khoáng vật học của Na Uy và Greenland ở Copenhagen cung cấp vật liệu cho nghiên cứu của ông. Phổ đặc trưng tia X từ các mẫu vật chỉ ra một nguyên tố mới tồn tại.
Hevesy nhận một ghế tại Đại học Freiburg. Được hỗ trợ tài chính từ Quỹ Rockefeller, ông đã có một năm rất thành công. Ông phát triển phương pháp phân tích huỳnh quang tia X, và phát hiện ra tia alpha của Samarium. Từ đây ông bắt đầu sử dụng các đồng vị phóng xạ trong việc nghiên cứu các quá trình trao đổi chất ở động vật và thực vật, bằng cách theo dõi các hóa chất trong cơ thể từ việc thay thế một phần đồng vị bên với một lượng nhỏ đồng vị phóng xạ. Năm 1923, Hevesy công bố nghiên cứu đầu tiên về việc sử dụng đồng vị phóng xạ tự nhiên 212Pb làm chất đánh dấu phóng xạ để theo dõi sự hấp thụ và hút nhựa trong rễ, thân và lá của loài Vicia faba (đậu răng ngựa).

## Thế chiến thứ hai và những năm cuối đời
Khi Đức Quốc xã xâm lược Đan Mạch từ tháng 4 năm 1940, Hevesy đã hòa tan hai huy chương Nobel bằng vàng của James Franck và Max von Laue vào nước cường toan để chúng không bị rơi vào tay phát xít. Vào thời đó mang vàng ra khỏi quốc gia là phạm pháp và nếu Franck và Laue bị phát hiện đem đi, họ sẽ bị xét xử ở Đức. Ông đặt dung dịch thu được trên giá đựng trong phòng thí nghiệm của mình tại Viện Niels Bohr. Sau chiến tranh, ông trở lại và phát hiện dung dịch vẫn còn nguyên, bèn kết tủa vàng ra khỏi a xít. Số vàng này được đưa trở lại cho Viện Hàn lâm Khoa học Hoàng gia Thụy Điển để họ đúc lại những huân chương mới cho Franck và Laue.
Năm 1943 Copenhagen không còn là một trung tâm khoa học của người Do Thái và Hevesy tìm cách chạy tới Thụy Điển, nơi ông làm việc tại Đại học Stockholm cho tới năm 1961.
Cuối năm 1943 ông nhận giải Nobel Hóa học cho những đóng góp về chất đánh dấu phóng xạ. Ông sau đó còn được ghi nhận là thành viên Hội Hoàng gia Anh và nhận Huy chương Copley của Hội, điều mà ông đặc biệt tự hào vì đến thời điểm của ông chỉ có hai nhà khoa học nước ngoài (ông cùng Bohr) nhận huy chương này.
Năm 1958 ông nhận Giải Nguyên tử vì Hòa bình với việc sử dụng đồng vị phóng xạ cho mục đích hòa bình.

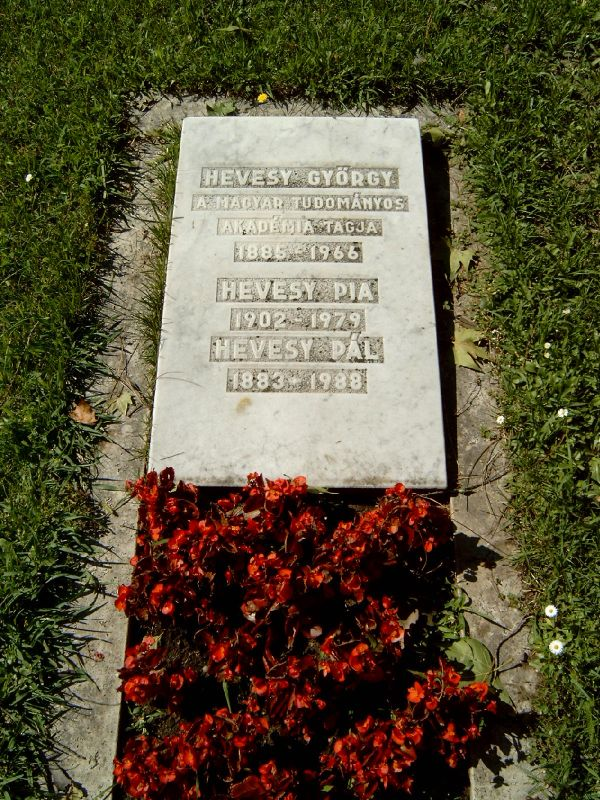
Mộ Hevesy ở Nghĩa trang Kerepesi, Budapest.

Hevesy cưới Pia Riis năm 1924, họ có một con trai và ba con gái, trong đó một người con gái (Eugenie) lấy cháu trai của Svante Arrhenius. Ông mất năm 1966 và được chôn cất tại Budapest. Trong suốt đời mình ông đã công bố tổng cộng 397 bài viết khoa học, một trong số đó là Bài giảng Tưởng niệm Becquerel-Curie nhân dịp kỉ niệm thành lập ngành hóa học phóng xạ.
Phòng thí nghiệm phóng xạ Hevesy được thành lập tại Đại học Kỹ thuật Đan Mạch năm 2005 đặt theo tên của ông